# ハニ
ハニ（하니、Hani、本名：アン・ヒヨン（安 喜延）、1992年5月1日 - ）は、大韓民国・ソウル特別市出身の女性歌手。ガールズグループEXIDのメンバー。身長は168cm。血液型はAB型。既婚。

## 人物
EXIDのリードボーカル兼リードダンサー。Up&Downでチャート逆走後、EXIDのビジュアルセンターとして爆発的な人気を得た。事務所移籍後の現在は女優として様々な映画やドラマなどに出演している。またIQは145、TOEICは900点代の秀才としても知られている。元JYPエンターテインメントの練習生で、ヒョリン（元SISTAR）、ジウン（Secret）、ユジ（元BESTie）とグループでデビューの予定だった。
- 2014年、EXIDの無名時代、ファンがYouTubeにアップしたハニの『Up&Down』のチッケムがオンラインで話題となり、現在は再生回数1億回を突破している。後に「伝説のチッケム」と言われ、これがきっかけでEXIDは国内を代表する人気グループへとのし上がった。
- 2016年1月、 JYJのジュンスとの交際が報じられる[2]。9月には破局が報じられる[3]。
- 2019年5月にバナナカルチャーを退社、同年9月にはSUBLIME ARTIST AGENCYと専属契約を締結した。
- 2022年6月、精神医学科医師のヤン・ジェウン氏と交際2年だと報じられる。[4]
- 2022年9月、EXID結成10周年記念アルバム「X」を発売。グループとして3年振りに完全体でカムバックした。
- 2024年6月1日、自身のInstagramにて精神科専門医であるヤン・ジェウンと結婚したことを発表した[5][6]。

## 音楽活動

### Dasoni
※EXIDソルジとのユニット
- Good Bye（2013年）
- Love Me（2013年）
- ONLY ONE（2016年）ソルジ&ハニ名義

### その他
- 「Cold」C-Clown (2012年) ナレーションを担当
- 「Kiss Me」 ハニ&ベク・ジョンユン（2014年）ドラマ「僕には愛しすぎる彼女」OST
- 「Fake Illness（꾀병）」 Rare Potato Feat. Hani (2015年)
- 「Gap (빈틈) 」Ken (VIXX) Feat. Hani (2015年)

## MC・女優業など

### MC
- 年末歌謡祭

・KBS 2015 歌謡祭
・第25回ソウル歌謡大賞
- コンサート

・2015年10月11日 2015アジアソングフェスティバル
・2016年6月18日 2016 サンキューコンサート
・2016年8月14日 2016 DMZ平和コンサート
・2016年9月24日 2016仁川韓流観光コンサート
・2016年9月30日 2016昌原K-POPワールドフェスティバル
・2016年10月1日 2016 DMCフェスティバル開幕公演

### テレビ番組
- 『いつもカンターレ』tvN（2014年)
- 『学校行ってきます』JTBC（2015年)
- 『クライムシーン』JTBC（2015年)
- 『A Style for You』KBS 2TV（2015年) MC
- 『天生縁分リターンズ』MBC every1（2015年)
- 『マイリトルテレビ』MBC（2015年)
- 『EXID's Showtime』MBC every1（2015年)
- 『ペク・ジョンウォンの三大天王』SBS（2016年)
- 『週刊アイドル』MBC every1（2016年) MC
- 『ママが寝た後に』Piki pictures（2017年)

### ドラマ
- 『play list (プレイリスト)　XX』YouTube (2020年) ナナ役
- 『白いカラス』SE8 (2020年) ジュノ役
- 『How to be Thirty』(2021年）Lee Ran Joo役
- 『IDOL』(2021年) キム・ジェナ役
- 『ゴーストドクター』(2022年) イ・ジウ役
- 『ファンタGスポット』(2022年) ソン・ヒジェ役
- 『愛だと言って』(2023年) カン・ミ二ョン役

### 映画
- 『大人たちは知らない』(2020年) セジン役

### 演劇
- 『3日間の雨』(2023年) ナン/ライナ役

### ミュージックビデオ
- 2014年 R.Tee「We Got The World」
- 2015年 Mad Clown「Fire (feat. Jinsil)」
- 2017年 HONEY BEE
- 2017年 Seul Ong(슬옹) - YOU (feat.Beenzino)